# مقاطعة متشل (تكساس)
مقاطعة متشل (بالإنجليزية: Mitchell  County)‏ هي إحدى المقاطعات في ولاية تكساس، الولايات المتحدة الأمريكية.

## أعلام
- توم فورمان